# ラヴォアジェ島
ラヴォアジェ島(Lavoisier Island)は、ビスコー諸島のラボ島とワトキンス島の間に位置する長さ29キロメートル、幅8キロメートルの島である。
チリでは「セラノ島」、アルゼンチンでは「ミトレ島」と名付けられている。
1903年から1905年にかけて行われた第1次フランス南極探検隊によって初めて地図に記載され、当初はノルウェーの南極探検家フリチョフ・ナンセンにちなんで「ナンセン島」と名付けられたが、ウィルヘルミナ湾のナンセン島との混同を避けるために、1960年に英国南極地名委員会は、フランスの化学者アントワーヌ・ラヴォアジエにちなんで改名するよう勧告した。
座標: 南緯66度12分 西経66度46分 / 南緯66.200度 西経66.767度